# Is There Anybody Out There? The Wall Live 1980–81
Is There Anybody Out There? The Wall Live 1980–81 je čtvrté koncertní album britské skupiny Pink Floyd. Bylo vydáno v roce 2000 (viz 2000 v hudbě) a v britském žebříčku prodejnosti se umístilo nejvýše na 15. místě.

## Popis alba a jeho historie
Na albu Is There Anybody Out There? The Wall Live 1980–81 se nachází záznam celého koncertu z turné The Wall Live, které Pink Floyd uspořádali v letech 1980 a 1981, ačkoliv vydání této živé desky proběhlo o 20 let později, v roce 2000. V případě The Wall Live se nejednalo o klasické turné, ale hudebně-divadelní ztvárnění alba a rockové opery The Wall z roku 1979. Koncerty byly kvůli technicky náročné realizaci uspořádány pouze na čtyřech místech (1980: Los Angeles, New York, Londýn; 1981: Dortmund, Londýn), v jednom městě se ale během několika dnů za sebou konalo vždy několik vystoupení.
Koncepce alba The Wall byla téměř celá dílem baskytaristy, zpěváka a skladatele Pink Floyd Rogera Waterse. Album vypráví příběh hudebníka jménem Pink, který se postupně izoluje od společnosti a ve svém nitru si tak staví pomyslnou zeď („the wall“). Během první poloviny každého koncertu byla skutečně mezi publikem a hudebníky postavena několik metrů vysoká zeď z kartonových krabic. Druhou půlku vystoupení hráli hudebníci částečně za zdí, na kterou byly promítány animace, částečně před zdí, či dokonce na jejím vrcholu. Před poslední skladbou byla zeď zbořena.
Skupinu Pink Floyd (tehdy již tříčlennou, neboť klávesista Rick Wright byl z kapely vyhozen po nahrávání alba The Wall; Wright se ale těchto koncertů zúčastnil jako najatý hudebník) doplňovala „stínová kapela“ („surrogate band“) tvořící doprovod a výpomoc při občasných hereckých vložkách. Tato „stínová kapela“ odehrála i první skladbu „In the Flesh?“ s maskami jednotlivých členů Pink Floyd; diváci poté byli zmateni, když před ně nastoupila skutečná skupina Pink Floyd. Součástí vystoupení byl i uvaděč „master of ceremonies“.
Koncertní podoba poměrně věrně kopíruje studiovou verzi dvojalba The Wall, ačkoliv zde existují určité rozdíly: především skladby „What Shall We Do Now?“ a „Last Few Bricks“. První píseň se na desku The Wall z kapacitních důvodů nedostala, druhá skladba tvoří instrumentální most mezi „Another Brick in the Wall, Part III“ a „Goodbye, Cruel World“.
Album Is There Anybody Out There? The Wall Live 1980–81 není tvořeno jedinou koncertní nahrávkou, ale smíchanými zvukovými záznamy z různých koncertů v londýnském Earls Court ze srpna 1980 a června 1981.
Vystoupení ze 17. června 1981 bylo posledním koncertem Pink Floyd v tzv. klasické sestavě (Gilmour – Waters – Wright – Mason); v roce 1985 totiž Waters skupinu opustil kvůli autorským i osobním sporům s ostatními členy kapely. Jediná akce, na které se všichni tito členové sešli opět dohromady, byl koncert Live 8 konaný 2. července 2005.

## Vydávání alba a jeho umístění
Nejdříve bylo album Is There Anybody Out There? The Wall Live 1980–81 vydáno 23. března 2000 v Nizozemsku vydavatelstvím EMI. 27. března téhož roku následovalo vydání limitované „de luxe“ verze ve Spojeném království. Obyčejné vydání následovalo 10. dubna, v USA 18. dubna (zde u Columbia Records).
V britském žebříčku prodejnosti hudebních alb se umístilo nejlépe na 15. místě, v USA na příčce 19.

## Seznam skladeb
Všechny skladby napsal(i) Roger Waters, vyjma těch, kde jsou uvedeni autoři. 
| Disk 1 | Disk 1                               | Disk 1          | Disk 1 |
| Pořadí | Název                                | Autor           | Délka  |
| ------ | ------------------------------------ | --------------- | ------ |
| 1.     | MC:Atmos                             |                 | 1:13   |
| 2.     | In the Flesh?                        |                 | 3:00   |
| 3.     | The Thin Ice                         |                 | 2:49   |
| 4.     | Another Brick in the Wall (Part I)   |                 | 4:13   |
| 5.     | The Happiest Days of Our Lives       |                 | 1:40   |
| 6.     | Another Brick in the Wall (Part II)  |                 | 6:19   |
| 7.     | Mother                               |                 | 7:54   |
| 8.     | Goodbye Blue Sky                     |                 | 3:15   |
| 9.     | Empty Spaces                         |                 | 2:14   |
| 10.    | What Shall We Do Now?                |                 | 1:40   |
| 11.    | Young Lust                           | Waters, Gilmour | 5:17   |
| 12.    | One of My Turns                      |                 | 3:41   |
| 13.    | Don't Leave Me Now                   |                 | 4:08   |
| 14.    | Another Brick in the Wall (Part III) |                 | 1:15   |
| 15.    | The Last Few Bricks                  | Waters, Gilmour | 1:15   |
| 16.    | Goodbye Cruel World                  |                 | 1:41   |

| Disk 2         | Disk 2                      | Disk 2          | Disk 2 |
| Pořadí         | Název                       | Autor           | Délka  |
| -------------- | --------------------------- | --------------- | ------ |
| 1.             | Hey You                     |                 | 4:55   |
| 2.             | Is There Anybody Out There? |                 | 3:09   |
| 3.             | Nobody Home                 |                 | 3:15   |
| 4.             | Vera                        |                 | 1:27   |
| 5.             | Bring the Boys Back Home    |                 | 1:20   |
| 6.             | Comfortably Numb            | Gilmour, Waters | 7:26   |
| 7.             | The Show Must Go On         |                 | 2:35   |
| 8.             | MC:Atmos                    |                 | 0:37   |
| 9.             | In the Flesh                |                 | 4:23   |
| 10.            | Run Like Hell               | Gilmour, Waters | 7:05   |
| 11.            | Waiting for the Worms       |                 | 4:14   |
| 12.            | Stop                        |                 | 0:30   |
| 13.            | The Trial                   | Waters, Ezrin   | 6:01   |
| 14.            | Outside the Wall            |                 | 4:27   |
| Celková délka: | Celková délka:              | Celková délka:  | 105:16 |

## Obsazení
- Pink Floyd:
  - David Gilmour – elektrická kytara, akustická kytara, mandolína ve skladbě „Outside the Wall“, zpěv
  - Roger Waters – baskytara, akustická kytara, klarinet ve skladbě „Outside the Wall“, zpěv
  - Nick Mason – bicí, perkuse, akustická kytara ve skladbě „Outside the Wall“
- Rick Wright – piano, varhany, syntezátory, akordeon ve skladbě „Outside the Wall“, vokály
- „surrogate band“:
  - Snowy White – kytary (koncerty v roce 1980)
  - Andy Roberts – kytary (koncerty v roce 1981)
  - Andy Bown – baskytara, akustická kytara ve skladbě „Outside the Wall“
  - Peter Wood – klávesy, akustická kytara ve skladbě „Outside the Wall“
  - Willie Wilson – bicí, perkuse
- Joe Chemay, Stan Farber, Jim Haas, John Joyce – vokály
- Gary Yudman – uvaděč